# جو ستيوارت (لاعب كرة قاعدة)
جو ستيوارت (بالإنجليزية: Joe Stewart)‏ هو لاعب كرة قاعدة أمريكي، ولد في 11 مارس 1879 في مونرو في الولايات المتحدة، وتوفي في 9 فبراير 1913 في يونغزتاون في الولايات المتحدة.

## وصلات خارجية
- جو ستيوارت على موقعبيزبول رفرنس.كوم (الدوري الرئيسي) (الإنجليزية)
- جو ستيوارت على موقعبيزبول رفرنس.كوم (الدوري الثانوي) (الإنجليزية)